# Grå spinnskål
Grå spinnskål (Eriopezia caesia) är en svampart som först beskrevs av Christiaan Hendrik Persoon, och fick sitt nu gällande namn av Rehm 1892. Grå spinnskål ingår i släktet Eriopezia och familjen Hyaloscyphaceae.  Arten är reproducerande i Sverige. Inga underarter finns listade i Catalogue of Life.